# Tin-Hama
Tin-Hama es una comuna o municipio del círculo de Ansongo de la región de Gao, en Malí. En abril de 2009 tenía una población censada de 9992 habitantes.
Se encuentra ubicada al este del país, cerca del río Níger y de la frontera con los países de Burkina Faso y Níger.